# 长笋蟹守螺
长笋蟹守螺（学名：Rhinoclavis fasciata），是中腹足目蟹守螺科銼棒螺屬的一种。主要分布于马来西亚、台湾，喜潜没于沙中。